# Jönköping Airport
Luchthaven Jönköping (IATA:JKG, ICAO:ESGJ) is een luchthaven ongeveer 8 km van Jönköping, Zweden. De luchthaven werd geopend in 1961.

## Verkeer

### Huurauto's
De volgende autoverhuurders hebben een of meerdere kantoren op deze luchthaven:
- Avis
- Europcar
- Hertz

### Bussen
Verschillende buslijnen rijden in verschillende richtingen vanaf de luchthaven.

### Parkeren
Er is een parkeerplaats aanwezig voor kort en lang parkeren.

## Faciliteiten
Winkels:
- Reiswinkel

Restaurant:
- Air Inn